# Paul Tracy

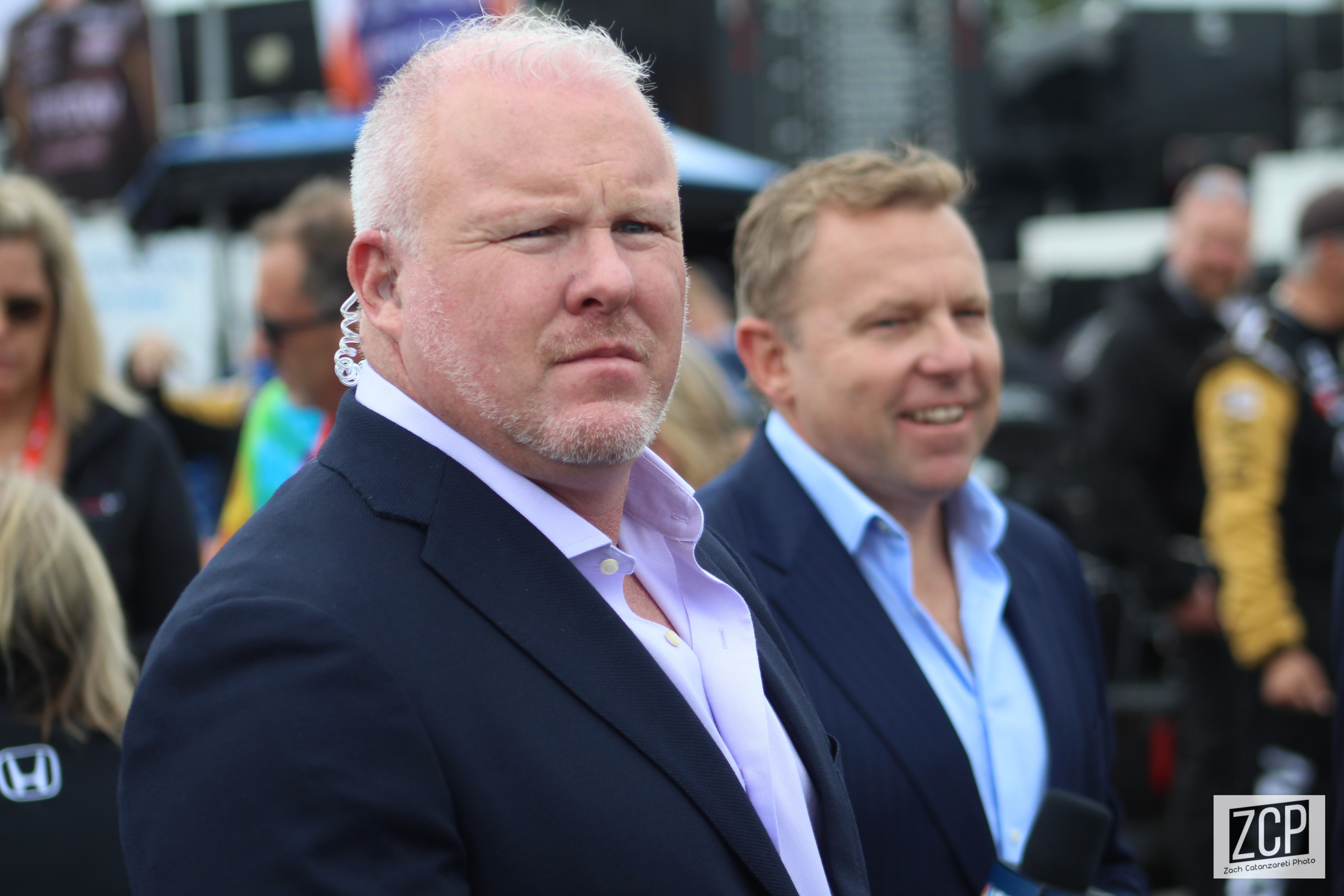
Paul Tracy 2018 in Pocono

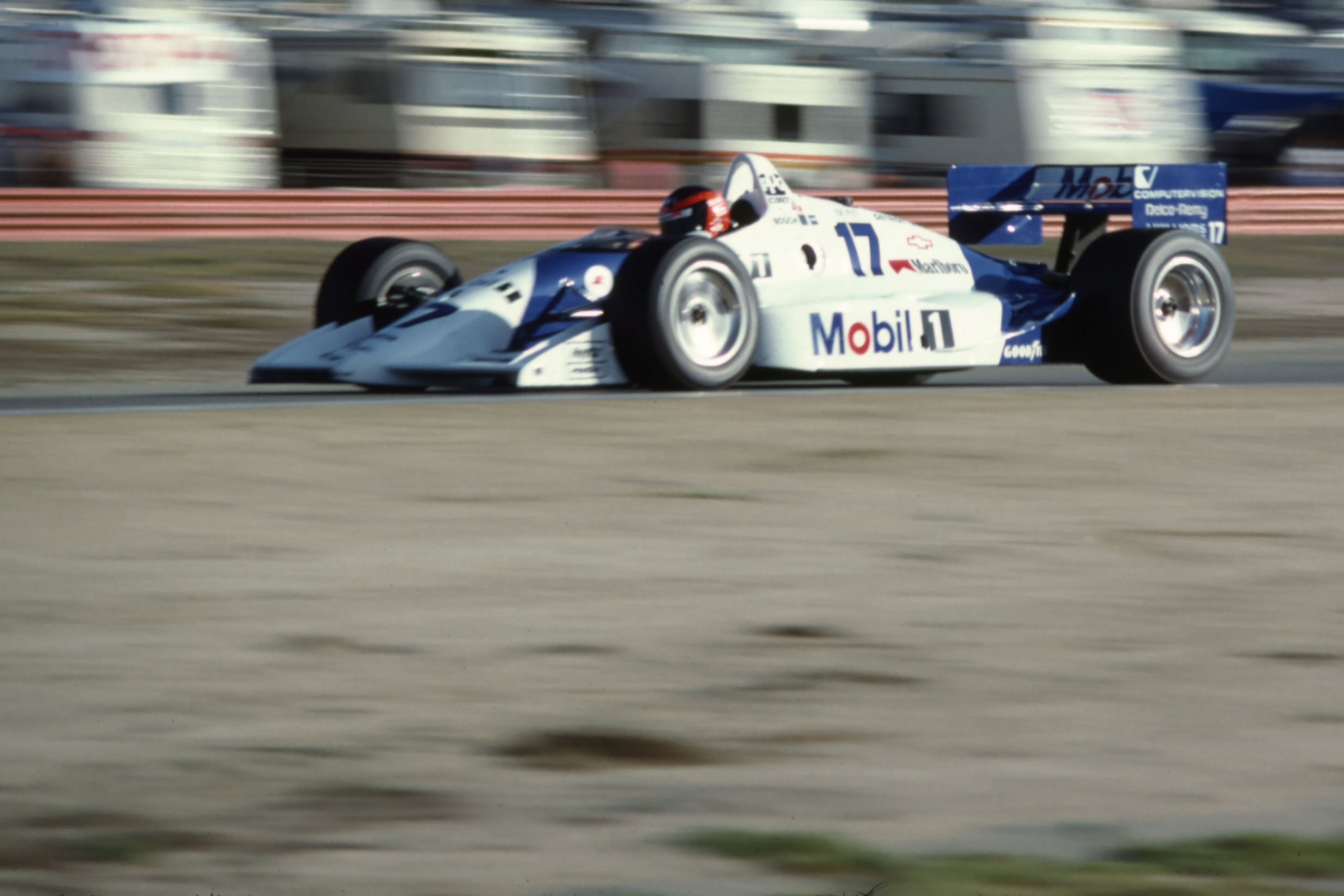
1991 im Penske PC-90 in Laguna Seca

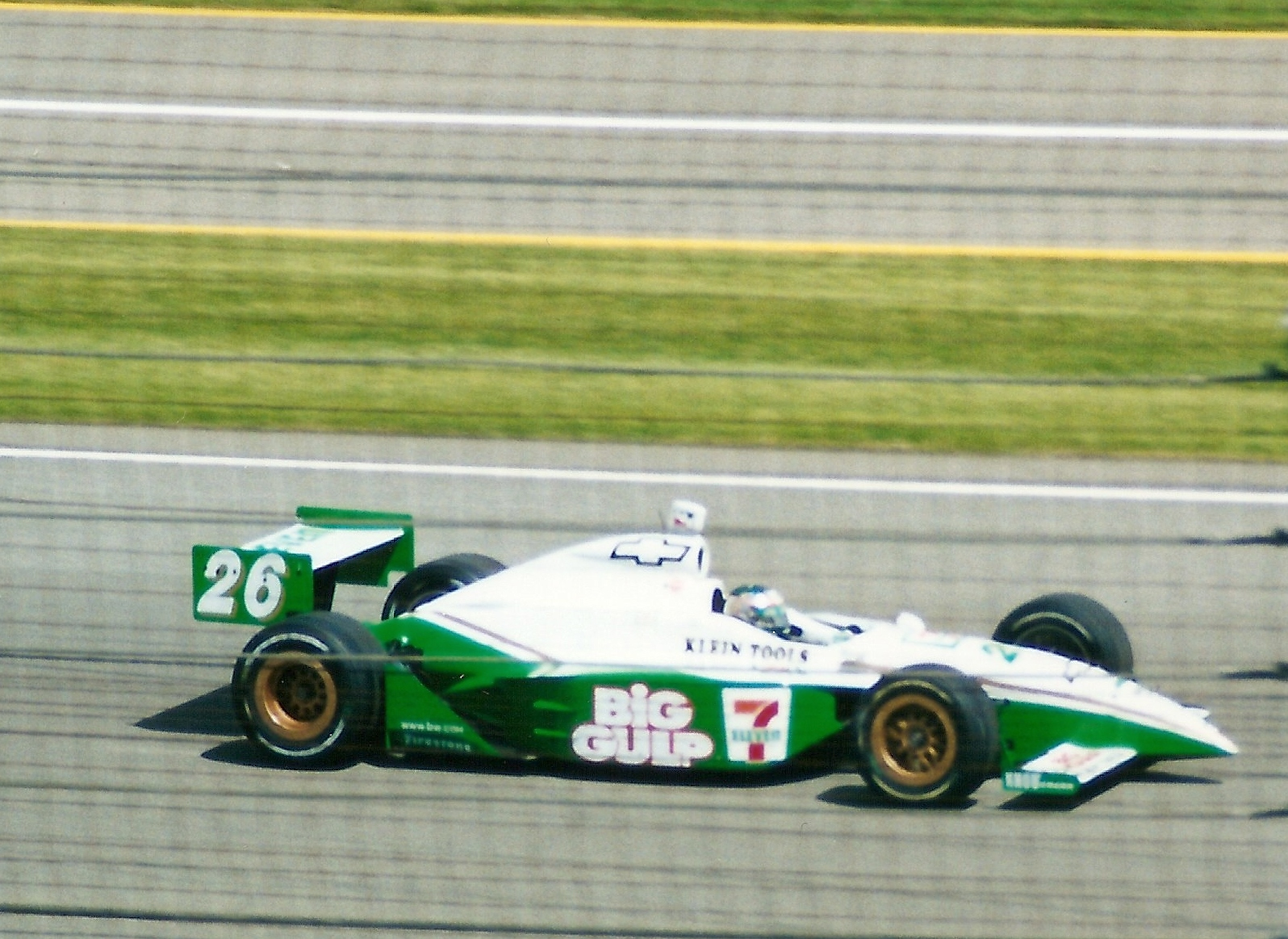
Beim Indianapolis 500 im Jahr 2002 gab Tracy sein Debüt in der IndyCar Series

Paul Tracy (* 17. Dezember 1968 in Scarborough, Ontario, Kanada) ist ein kanadischer Autorennfahrer. Er war von 1991 bis 2007 in der Champ-Car-Serie aktiv und gewann 2003 den Meistertitel. Er nahm an 261 Rennen teil und erzielte 31 Siege. Von 2008 bis 2011 trat er zu einzelnen Rennen der IndyCar Series an.

## Karriere

### Anfänge im Motorsport
Tracy war bereits in seiner Kindheit im Kartsport aktiv. 1984 wechselte er in den Formelsport in die kanadische Formel Ford 1600. Nachdem er 1984 Vierter geworden war, gewann er 1985 als bisher jüngster Fahrer die kanadische Formel-Ford-Meisterschaft. Neben seinem Engagement in der kanadischen Formel-Ford-2000-Meisterschaft, die Tracy 1986 auf dem vierten und 1987 auf dem 15. Platz beendete, nahm er in den zwei Jahren auch an Sportwagenrennen teil. Sein einziges Rennen im Canadian-American Challenge Cup (Can-Am) gewann er als bis dahin jüngster Fahrer. Außerdem fuhr er im kanadischen Porsche 944 Cup.
1988 fokussierte Tracy sich auf seine Formelsportkarriere und wechselte in die American Racing Series zu Hemelgarn Racing. Er gewann ein Rennen und schloss die Saison auf dem neunten Gesamtrang ab. In seiner zweiten Saison, in der er für Maple Leaf Racing antrat, blieb er zwar ohne Sieg, verbesserte sich allerdings auf den achten Platz der Fahrerwertung. Nach seinem Wechsel zu Landford Racing entschied Tracy 1990 neun von vierzehn Rennen für sich und gewann den Meistertitel mit 214 zu 135 Punkten vor Ted Prappas.

### ICWS / CART / Champ Car
1991 gab Tracy für Dale Coyne Racing sein Debüt in der Indy Car World Series (ICWS). Er startete für das Team in Long Beach. Zur Saisonmitte wechselte er zu Penske Racing. Er debütierte für das Team auf dem Michigan International Speedway in Brooklyn. Bei diesem Rennen brach er sich sein linkes Bein und fiel für mehrere Rennen aus. Für die letzten zwei Saisonrennen kehrte er wieder ins Cockpit zurück und schloss die Saison mit einem siebten Platz als bestes Ergebnis auf dem 21. Platz im Gesamtklassement ab. 1992 bestritt Tracy für Penske 11 von 16 Saisonrennen und debütierte beim Indianapolis 500. Bei einigen Rennen ersetzte er den verletzten Rick Mears. Zwei zweite Plätze in Brooklyn und Lexington waren seine besten Ergebnisse und er wurde Zwölfter in der Meisterschaft.
1993 absolvierte Tracy seine erste komplette Saison in der Indy Car World Series für Penske. Nachdem er nach den ersten sechs Rennen fünf Ausfälle und einen Sieg in Long Beach vorwies, gewann er im weiteren Saisonverlauf die Rennen in Cleveland, Toronto, Elkhart Lake und Laguna Seca. Zudem war Tracy in dieser Saison der Pilot mit den meisten Führungsrunden. In der Meisterschaft musste er sich dennoch seinem Teamkollegen Emerson Fittipaldi sowie dem Meister Nigel Mansell geschlagen geben und wurde Dritter. 1994 blieb Tracy bei Penske, die in dieser Saison mit Al Unser jr. einen dritten Piloten einsetzten. Nachdem Tracy in den ersten 14 Rennen nur in Detroit gewonnen hatte, entschied er die letzten zwei Saisonrennen in Nazareth und Laguna Seca für sich. Die Meisterschaft schloss er erneut auf dem dritten Platz ab. Diesmal musste er sich nur seinen Teamkollegen Fittipaldi und Unser geschlagen geben. Im September nahm Tracy zudem an Formel-1-Testfahrten für Benetton teil. Nach Medienberichten wurde ihm ein Drei-Jahres-Vertrag angeboten, den er jedoch ablehnte.
1995 wechselte Tracy zu Newman/Haas Racing und wurde Teamkollege von Michael Andretti. Tracy gewann die Rennen in Surfers Paradise sowie West Allis und beendete die Saison auf dem sechsten Platz in der Fahrerwertung. Obwohl er einen Sieg mehr als Andretti hatte, unterlag er ihm teamintern mit 115 zu 123 Punkten. 1996 kehrte Tracy zu Penske zurück. Sowohl Tracy, als auch sein Teamkollege Unser entschieden in dieser Saison kein Rennen für sich. Während Unser die Saison als Vierter abschloss, wurde Tracy, der wegen einer Rückenverletzung zu zwei Rennen nicht startete, 13. in der Meisterschaft. Seine beste Platzierung war ein dritter Platz. 1997 bestritt Tracy seine letzte Saison für Penske. Die Rennserie hatte sich zwischen den Saisons in CART umbenannt. Tracy gewann drei aufeinander folgende Rennen in Nazareth, Jacarepaguá und Madison. Obwohl nur der spätere Meister Alex Zanardi mehr Rennen als Tracy gewonnen hatte, schloss Tracy die Saison nur als Fünfter ab. Teamintern setzte er sich mit 121 zu 67 Punkten deutlich gegen Unser durch.
1998 wechselte Tracy zum Team KOOL Green, wo er Teamkollege von Dario Franchitti wurde. Während Franchitti mit drei Siegen Meisterschaftsdritter wurde, kam Tracy nie über einen fünften Platz hinaus und schloss die Saison auf dem 13. Gesamtrang ab. Da Tracy durch mehrere Zwischenfälle auf und neben der Strecke aufgefallen war, wurde er für den Saisonauftakt 1999 gesperrt. Im weiteren Verlauf der Saison stand Tracy sieben Mal auf dem Podium und wurde mit Siegen in West Allis und Houston Dritter in der Fahrerwertung. Im Gegensatz zu seinem Teamkollegen, der schließlich Vizemeister hinter Juan Pablo Montoya wurde, hatte er in dieser Saison keine realistischen Titelchancen.
2000 bestritt Tracy seine zehnte CART-Saison. In Long Beach, Elkhart Lake und Vancouver entschied er die Rennen für sich und schloss die Saison mit sechs Podest-Platzierungen auf dem fünften Gesamtrang ab. Erstmals gelang es ihm seinen Green-Teamkollegen Franchitti, der 13. wurde, am Saisonende hinter sich zu lassen. In den nächsten zwei Saisons unterlag Tracy Franchitti und kam in der Gesamtwertung nie unter die besten zehn. Die Saison 2001 beendete er auf dem 14., die Saison 2002 auf dem 11. Platz in der Meisterschaft. Insgesamt erzielte er in diesen zwei Jahren sechs Podest-Platzierungen sowie einen Sieg in West Allis 2002. Außerdem debütierte Tracy 2002 in der Indy Racing League (IRL). Er trat nur zum Indianapolis 500 an und beendete dieses Rennen als Zweiter hinter Hélio Castroneves. Über den Rennausgang gab es nach dem Rennen Diskussionen, da kurz bevor Tracy an Castroneves vorbeigefahren war, eine Gelbphase ausgelöst wurde. Aus den vorhandenen Kamera-Perspektiven konnte nicht eindeutig festgestellt werden, welcher Fahrer in Führung lag.
Nachdem das Team Green aus der CART ausgestiegen war, wechselte Tracy 2003 zu Forsythe Racing und bildete zusammen mit seinem Landsmann Patrick Carpentier ein rein kanadisches Fahrerduo. Tracy startete mit drei Siegen in St. Petersburg, Monterrey und Long Beach gut in die Saison. Nachdem er sechs Rennen ohne Sieg geblieben war, entschied der die aufeinander folgenden Rennen in Toronto und Vancouver für sich. Mit weiteren Erfolgen in West Allis und Mexiko-Stadt entschied er schließlich die Meisterschaft mit 226 zu 199 Punkten gegen Bruno Junqueira für sich. In den folgenden zwei Saisons wurde Tracy jeweils Vierter in der Meisterschaft, die seit 2004 Champ Car World Series hieß. 2004 gewann er in Long Beach sowie Vancouver, 2005 in West Allis und Cleveland. Während Tracy sich 2004 Carpentier geschlagen geben musste, setzte er sich gegen seinen neuen Teamkollegen Mario Domínguez durch.
2006 sollte ein Übergangsjahr für Tracy werden. In der Champ Car blieb er mit drei zweiten Plätzen als beste Resultate sieglos und wurde Siebter in der Meisterschaft, während sein Teamkollege A. J. Allmendinger fünf Rennen gewann. Außerdem startete Tracy in der NASCAR Busch Series und nahm an sechs Rennen teil. Am Ende der Saison entschied sich Tracy gegen einen Wechsel in die NASCAR und er verlängerte seinen Vertrag mit Forsythe Racing. 2007 startete Tracy mit einem dritten Platz in die Saison. Im Training zum zweiten Rennen in Long Beach zog sich Tracy einen Lendenwirbelbruch zu. Die Verletzung zwang ihn dazu einige Wochen und zwei Rennen zu pausieren. Im vierten Rennen gab er schließlich sein Comeback und 14 Tage später gelang es ihm, das Rennen in Cleveland zu gewinnen. Es war Tracys letzter Champ-Car-Sieg. Die Meisterschaft beendete er auf dem elften Platz.

### IndyCar Series
Nach der Vereinigung der Monoposto-Rennserien Champ Car und IndyCar Series, war Tracy 2008 zunächst ohne Cockpit, da Forsythe nur noch am Rennen in Long Beach teilnahm und nicht in die IndyCar Series wechselte. Dieses Rennen beendete Tracy als Elfter. Im weiteren Verlauf der Saison nahm er schließlich noch am Rennen in Edmonton teil. Er ging dort in einem von Walker Racing betreuten Wagen an den Start, der offiziell zum Team Vision Racing zählte. Er kam bei diesem Rennen auf dem vierten Platz ins Ziel. In der IndyCar-Gesamtwertung wurde Tracy 33. Außerdem startete er zu einem Rennen der NASCAR Craftsman Truck Series.
2009 nahm Tracy an sechs IndyCar-Rennen teil. Viermal setzte KV Racing Technology ein zusätzliches Auto für Tracy ein, bei den zwei weiteren Rennen vertrat er einmal Vitor Meira bei A. J. Foyt Enterprises und einmal Mario Moraes bei KV Racing Technology. Tracy beendete drei Rennen unter den ersten zehn Piloten und schloss die Saison auf dem 23. Platz in der Fahrerwertung ab. 2010 unterschrieb Tracy bei KV Racing Technology einen Vertrag für das Indianapolis 500, für das er sich nicht qualifizierte, sowie für die zwei kanadischen Rennen. Außerdem vertrat Tracy den verletzten Mike Conway für drei Rennen bei Dreyer & Reinbold Racing. Mit einem sechsten Platz in Edmonton als bestes Resultat wurde er 27. in der Meisterschaft.
2011 stand Tracy kurz vor einem Vertrag mit KV Racing Technology über die komplette IndyCar-Saison. Das Team entschied sich allerdings für Tony Kanaan. Tracy unterschrieb anschließend einen Vertrag bei Dreyer & Reinbold Racing für das Indianapolis 500. Vor diesem Rennen ergab sich für Tracy darüber hinaus die Möglichkeit zu weiteren IndyCar-Rennen. Für Dragon Racing nahm er an fünf Veranstaltungen teil. Teamchef von Dragon ist Jay Penske, der Sohn von Roger Penske, für den Tracy am Anfang seiner Karriere gefahren war. Die Saison beendete Tracy auf dem 29. Gesamtrang.

## Persönliches
Tracy lebt in Las Vegas. Er ist verheiratet und Vater von zwei Kindern.

## Statistik

### Karrierestationen
| - 1984: Kanadische Formel Ford 1600 (Platz 4) - 1985: Kanadische Formel Ford 1600 (Meister) - 1986: Kanadische Formel Ford 2000 (Platz 4) - 1986: Can-Am (Platz 8) - 1986: Kanadischer Porsche 944 Cup (Platz 17) - 1987: Kanadische Formel Ford 2000 (Platz 15) - 1987: Kanadischer Porsche 944 Cup - 1988: American Racing Series (Platz 9) - 1989: American Racing Series (Platz 8) - 1990: American Racing Series (Meister) - 1991: ICWS (Platz 21) - 1992: ICWS (Platz 12) | - 1993: ICWS (Platz 3) - 1994: ICWS (Platz 3) - 1994: Formel 1 (Testfahrer) - 1995: ICWS (Platz 6) - 1996: ICWS (Platz 13) - 1997: CART (Platz 5) - 1998: CART (Platz 13) - 1999: CART (Platz 3) - 2000: CART (Platz 5) - 2001: CART (Platz 14) - 2002: CART (Platz 11) - 2002: Indy Racing League (Platz 34) | - 2003: CART (Meister) - 2004: Champ Car (Platz 4) - 2005: Champ Car (Platz 4) - 2006: Champ Car (Platz 7) - 2006: NASCAR Busch Series (Platz 76) - 2007: Champ Car (Platz 11) - 2008: IndyCar Series (Platz 33) - 2008: NASCAR Craftsman Truck Series (Platz 84) - 2009: IndyCar Series (Platz 23) - 2010: IndyCar Series (Platz 27) - 2011: IndyCar Series (Platz 29) |

### Einzelergebnisse in der IndyCar Series
| Saison | Team                     | 1   | 2   | 3      | 4       | 5       | 6        | 7       | 8   | 9      | 10     | 11     | 12  | 13    | 14    | 15     | 16     | 17  | 18    | 19   | Punkte | Rang |
| ------ | ------------------------ | --- | --- | ------ | ------- | ------- | -------- | ------- | --- | ------ | ------ | ------ | --- | ----- | ----- | ------ | ------ | --- | ----- | ---- | ------ | ---- |
| 2002   | Team Green               | HMS | PHX | FON    | NZR     | INDY 2  | TXS      | PPI     | RIR | KAN    | NSH    | MIS    | KTY | STL   | CHI   | TX2    |        |     |       |      | 40     | 34.  |
| 2008   | Forsythe/Pettit Racing   | HMS | STP | MOT1   | LBH1 11 | KAN     | INDY     | MIL     | TXS | IOW    | RIR    | WGL    | NSH | MDO   |       | KTY    | SNM    | DET | CHI   | SRF2 | 51     | 33.  |
| 2008   | Vision Racing            | HMS | STP | MOT1   |         | KAN     | INDY     | MIL     | TXS | IOW    | RIR    | WGL    | NSH | MDO   | EDM 4 | KTY    | SNM    | DET | CHI   | SRF2 | 51     | 33.  |
| 2009   | KV Racing Technology     | STP | LBH | KAN    | INDY 9  |         | TXS      | IOW     | RIR | WGL 20 | TOR 19 | EDM 6  | KTY | MDO 7 | SNM   | CHI    | MOT    | HMS |       |      | 113    | 23.  |
| 2009   | A. J. Foyt Enterprises   | STP | LBH | KAN    |         | MIL 17  | TXS      | IOW     | RIR |        |        |        | KTY |       | SNM   | CHI    | MOT    | HMS |       |      | 113    | 23.  |
| 2010   | KV Racing Technology     | SAO | STP | ALA    | LBH     | KAN     | INDY DNQ | TXS     | IOW |        | TOR 13 | EDM 6  | MDO | SNM   | CHI   |        |        | HMS |       |      | 91     | 27.  |
| 2010   | Dreyer & Reinbold Racing | SAO | STP | ALA    | LBH     | KAN     |          | TXS     | IOW | WGL 14 |        |        | MDO | SNM   | CHI   | KTY 12 | MOT 22 | HMS |       |      | 91     | 27.  |
| 2011   | Dragon Racing            | STP | ALA | LBH 16 | SAO     |         | TXS1 12  | TXS2 13 | MIL | IOW    | TOR 16 | EDM 26 | MDO | NHA   | SNM   | BAL    | MOT    | KTY | LSV C |      | 68     | 29.  |
| 2011   | Dreyer & Reinbold Racing | STP | ALA |        | SAO     | INDY 25 |          |         | MIL | IOW    |        |        | MDO | NHA   | SNM   | BAL    | MOT    | KTY |       |      | 68     | 29.  |

(Legende)
1 Die Rennen fanden am selben Tag statt.
2 Es wurden keine Punkte vergeben.